# Кубок Франції з футболу 1924—1925
Кубок Франції з футболу 1924—1925 — 8-й розіграш турніру. Переможцем змагань вдруге став столичний клуб КАСЖ. Змагання проводились у 9 раундів, участь у яких брали 326 команд.

## Чвертьфінали
| Переможці       | Рахунок | Переможені        |
| --------------- | ------- | ----------------- |
| 1 березня 1925  |         |                   |
| Олімпік (Париж) | 1:0     | Олімпік (Марсель) |
| Руан            | 2:1     | Стад Франсе       |
| КАСЖ            | 2:0     | Гарен-Коломб      |
| Сет             | 1:0     | Ам'єн             |

## Півфінали
| Переможці     | Рахунок   | Переможені      |
| ------------- | --------- | --------------- |
| 5 квітня 1925 |           |                 |
| Руан          | 2:1 (д.ч) | Олімпік (Париж) |
| КАСЖ          | 1:0       | Сет             |

## Фінал
| 26 квітня 1925 |

| «КАСЖ»  | 1 — 1 | «Руан»     |
| ------- | ----- | ---------- |
| 70' Оже |       | 3' Буланже |

| «Олімпійський стадіон Ів дю Мануар», Коломб Глядачів: 20 000 Арбітр: Марсель Славік |

| КАСЖ    |                |
|         |                |
| ВР      | Альфонс Жу     |
| ЗХ      | П'єр Ленер (к) |
| ЗХ      | Мішель Голле   |
| ПЗ      | Рауль Маріон   |
| ПЗ      | Марсель Маркет |
| ПЗ      | Жорж Клюньє    |
| НП      | Жан Барвіль    |
| НП      | Андре Кайле    |
| НП      | Ярослав Сойка  |
| НП      | Анрі Тіссо     |
| НП      | Ролан Даррас   |
| Тренер: |                |
| Х       |                |

| Руан    |                    |
|         |                    |
| ВР      | Вільям Барнс       |
| ЗХ      | Жуль Ро            |
| ЗХ      | Жак Кантелу        |
| ПЗ      | Чарльз Вітті       |
| ПЗ      | Андре Ерубель      |
| ПЗ      | Андре Блізу (к)    |
| НП      | Андре Рено         |
| НП      | Андре Бурель       |
| НП      | Марсель Буланже    |
| НП      | Александре Алотель |
| НП      | Фелікс Позо        |
| Тренер: |                    |
| Х       |                    |

## Перегравання фіналу
| 10 травня 1925 |

| «КАСЖ»                          | 3 — 2 | «Руан»           |
| ------------------------------- | ----- | ---------------- |
| 3' Сойка 15' Барвіль 58' Лінерт |       | 11', 20' Буланже |

| «Олімпійський стадіон Ів дю Мануар», Коломб Глядачів: 18 000 Арбітр: Марсель Славік |

| КАСЖ    |                |
|         |                |
| ВР      | Альфонс Жу     |
| ЗХ      | П'єр Ленер (к) |
| ЗХ      | Мішель Голле   |
| ПЗ      | Рауль Маріон   |
| ПЗ      | Марсель Маркет |
| ПЗ      | Жорж Клюньє    |
| НП      | Жан Барвіль    |
| НП      | Андре Кайле    |
| НП      | Ярослав Сойка  |
| НП      | Анрі Тіссо     |
| НП      | Анрі Оже       |
| Тренер: |                |
| Х       |                |

| Руан    |                    |
|         |                    |
| ВР      | Вільям Барнс       |
| ЗХ      | Жуль Ро            |
| ЗХ      | Жак Кантелу        |
| ПЗ      | Чарльз Вітті       |
| ПЗ      | Андре Ерубель      |
| ПЗ      | Андре Блізу (к)    |
| НП      | Андре Рено         |
| НП      | Андре Бурель       |
| НП      | Марсель Буланже    |
| НП      | Александре Алотель |
| НП      | Фелікс Позо        |
| Тренер: |                    |
| Х       |                    |